# Гиммельфарб, Аркадий Львович
Аркадий Львович Гиммельфарб (1899—1977) — советский учёный в области самолётостроения, доктор технических наук.
Выпускник Харьковского технологического института. В 1924—1928 гг. работал в Отделе морского опытного самолётостроения при заводе «Красный лётчик» (Ленинград), расчёты аэродинамики и прочности. В 1928-1931 инженер «Красного лётчика».
С 1931 г. преподавал и вёл научную деятельность в МАИ. В 1933 г. при участии студентов разработал проект одномоторного четырёхместного электронного самолёта Э-1.
С 1932 г. руководитель конструкторской группы студентов самолетостроительного факультета, созданной для помощи ЦАГИ по разработке и оформлению чертежей технологической документации первого серийного отечественного автожира ЦАГИ А-4.
С 1934 г. начальник самолётной лаборатории кафедры конструкции и проектирования самолетов.
В изданной в 1935 г. книге «Конструкция н проектирование самолетов» (авторы И. А. Берлин, А. Л. Гиммельфарб, П. М. Крейсон) написал раздел «Особенности расчета иа прочность элементов конструкции самолета. Расчетные формулы. Расчетные графики».
Создал курс лекций "Проектирование конструкций самолетов.
В 1971 г. защитил докторскую диссертацию на тему «Проектировочные расчеты и методы конструирования в самолетостроении».
Его учебное пособие для студентов авиационных вузов «Основы конструирования в самолетостроении», опубликованное в 1971 г., было переиздано в 2016 г., через 39 лет после смерти учёного.
Книги:
- Конструкция и проектирование самолетов.. [Текст] : Утв. ГУУЗом НКТП в качестве учебника для авиац. втузов / И. А. Берлин, А. Л. Гиммельфарб, П. М. Крейсон ; Под ред. Д. П. Григоровича, А. Л. Гиммельфарба ; НКТП — ГУАП. Моск. авиац. ин-т. — Москва ; Ленинград : Онти. Глав. ред. авиац. лит-ры, 1935 (Л. : картотип. Г. О. УМС. РККА). — 1 т.; 23х15 см.
- Основы конструирования в самолетостроении [Текст] : учебное пособие. — 2-е изд., перераб и доп. — Москва : Транспортная компания, 2016. — 366 с.; ISBN 978-5-4365-1205-1
- Основы конструирования в самолетостроении [Текст] : [Для высш. авиац. учеб. заведений]. — [Москва] : Машиностроение, 1971. — 312 с. : ил.; 22 см.
- Методы приближенных расчетов и выбора параметров при проектировании самолетов [Текст] : Сборник статей / Под ред. канд. техн. наук доц. А. Л. Гиммельфарба. — Москва : Оборонгиз, 1961. — 100 с. : черт.; 22 см. — (Труды…/ М-во высш. и сред. спец. образования РСФСР. Моск. ордена Ленина авиац. ин-т им. Серго Орджоникидзе; Вып. 138).
- Вопросы проектирования и конструирования самолетов [Текст] / Под ред. д-ра техн. наук, проф. А. Л. Гиммельфарба и канд. техн. наук В. В. Володина. — Москва : [б. и.], 1975. — 108 с. : ил.; 20 см. — (Тематический сборник научных трудов Института / М-во высш. и сред. спец. образования СССР. Моск. авиац. ин-т им. Серго Орджоникидзе; Вып. 335).
- Гиммельфарб, А. Л. Основы конструирования в самолетостроении [Текст]: Учеб. пособие для высш. авиац. учеб. заведений / А. Л. Гиммельфарб. — 2-е изд., перераб. и доп. — М. : Машиностроение, 1980. — 367с.